# 小行星2296
小行星2296（2296 Kugultinov）是一颗围绕太阳公转的小行星。1975年1月18日，柳德米拉·切爾尼赫在克里米亚发现了此天体。
該小行星以蘇聯詩人戴維·庫古爾蒂諾夫命名。
这颗小行星的绝对星等为100.79178等。